# Număr compus
Un număr compus este un număr întreg pozitiv care are cel puțin un divizor pozitiv în afară de 1 și el însuși. Prin definiție, orice număr întreg mai mare de 1 este fie număr prim, fie număr compus. Se poate scrie ca produs de numere prime mai mici decât el, fiind deci factorizabil. Este astfel un multiplu al altor numere de modul mai mic decât el, acestea putând fi chiar prime. 0, 1 și -1 nu sunt numere compuse și nici prime.
Primele numere compuse sunt:
4, 6, 8, 9, 10, 12, 14, 15, 16, 18, 20, 21, 22, 24, 25, 26, 27, 28, 30, 32, 33, 34, 35, 36, 38, 39, 40, 42, 44, 45, 46, 48, 49, 50, 51, 52, 54, 55, 56, 57, 58, 60, 62, 63, 64, 65, 66, 68, 69, 70, 72, 74, 75, 76, 77, 78, 80, 81, 82, 84, 85, 86, 87, 88, 90, 91, 92, 93, 94, 95, 96, 98, 99, 100, 102, 104, 105, 106, 108, 110, 111, 112, 114, 115, 116, 117, 118, 119, 120, 121, 122, 123, 124, 125, 126, 128, 129, 130, 132, 133, 134, 135, 136, 138, 140, 141, 142, 143, 144, 145, 146, 147, 148, 150, 152, 153, 154, 155, 156, 158, 159, 160, 161, 162, 164, 165, 166, 168, 169, 170, 171, 172, 174, 175, 176, 177, 178, 180, 182, 183, 184, 185, 186, 187, 188, 189, 190, 192, 194, 195, 196, 198, 200, 201, 202, 203, 204, 205, 206, 207, 208, 209, 210, 212, 213, 214, 215, 216, 217, 218, 219, 220, 221, 222, 224, 225, 226, 228, 230, 231, 232, 234, 235, 236, 237, 238, 240, 242.